# 아즈미노 히라후
아즈미노 히라후(일본어: 阿曇 比羅夫)는 아스카 시대의 인물이다. 이름의 한자는 比良夫라고도 쓴다. 씨는 아즈미씨이지만 아즈미노 야마세(阿曇山背)라고 표기된 경우도 있다. 성은 무라지. 최종 관위는 대금중. 
서명천황 재위기에 백제에 외교관으로 파견되었다. 백제 체류 중이던 641년 서명천황이 붕어하자 이듬해인 642년 백제의 조문 사절과 함께 귀국해 접대역을 맡았다. 또한 이 때 백제 왕자 교기를 자기 집에 묵게 했다. 661년(세명 7년) 고구려가 당의 공격을 받자 백제를 구원하기 위한 군대의 장군이 되어 백제로 건너갔다. 이듬해인 662년, 일본에 머물고 있던 백제 왕자 부여풍을 백제 왕으로 올리기 위해 수군 170척을 이끌고 백제로 건너갔고 관위가 대금중으로 올랐다. 그러나 663년 천지 2년 8월 27일-28일 벌어진 백촌강 전투에서 전사했다고 여겨진다.
사후 나가노현 아즈미노시 호타카신사에 아즈미노 무라지 히라후노 미코토(安曇連比羅夫命)라는 이름으로 신으로 모셔졌다. 이 신사의 미후네마츠리(御船祭)는 매년 9월 27일에 행해지는데, 이 날이 아즈미노 무라지 히라후노 미코토의 제삿날이라고 전통적으로 여겨져 왔다.